# 白俄羅斯足球總會
白俄羅斯足球總會（romanized: Biełaruskaja Fiederacyja Futboła，簡稱BFF）是白俄羅斯的足球主管團體，總部設於明斯克，負責組織白俄羅斯各級別聯賽、白俄羅斯盃、白俄羅斯超級盃及白俄羅斯國家足球隊。
白俄羅斯足球總會成立於1989年，於1992年加入國際足協，並於1993年加入歐洲足協。

## 外部連結
- 官方網站 （页面存档备份，存于）
- Belarus （页面存档备份，存于） page at UEFA.com
- Belarus （页面存档备份，存于） at FIFA.com